# Amazon Kindle

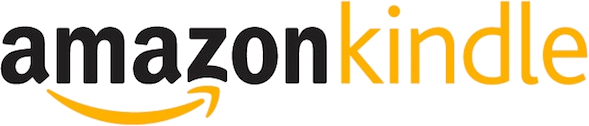
Logo de la Kindle d'Amazon

L'Amazon Kindle (API : /ˈkɪndl/) est une gamme de liseuse commercialisée par Amazon.com qui permet aux utilisateurs d’acheter et de lire des livres électroniques, mais aussi des journaux, des magazines et d’autres médias numériques depuis le Kindle Store. Le premier modèle a été lancé le 19 novembre 2007 par Jeff Bezos. Aujourd'hui, la marque est devenue la référence du marché, possède une vaste gamme de produits et est déclinée en applications pour système Android et IOS. En mars 2018, le Kindle Store proposait plus de six millions de livres électroniques.

## Généralité

### Présentation
Le Kindle (du verbe anglais « to kindle », « allumer un feu » en français) est une liseuse qui permet de se connecter à Internet pour télécharger des contenus (livres numérisés, journaux et magazines…) dont la licence d'utilisation est vendue en ligne par le site américain Amazon.com. Le format des fichiers est propriétaire, ils sont protégés par un système de gestion numérique des droits (DRM).
Le transfert des fichiers nécessite une connexion Internet (via un ordinateur ou une connexion Wi-Fi). Il peut aussi s'effectuer, dans certains pays, par l'intermédiaire d'un réseau mobile d'un opérateur de téléphonie mobile (par exemple Sprint aux États-Unis), pour les Kindle fournis avec la fonction 3G gratuite. L'utilisateur peut également transférer ses propres documents sur le Kindle en reliant l'appareil à un ordinateur par une liaison USB ou en se les envoyant par courrier électronique à son adresse Kindle. Les documents Word et divers formats d'image sont convertis par Amazon après l'envoi par courrier électronique afin de pouvoir être lus sur le Kindle. Un navigateur intégré permet d'accéder au Web et possède un jeu de favoris pré-sélectionnés. Le modèle Oasis de 2e génération est résistant à l'eau (norme IPX58) et permet d'écouter des livres audio via une enceinte ou un casque connecté en Bluetooth.

### Lecture de formats
Le Kindle lit les documents électroniques au format propriétaire d'Amazon AZW (et KF8 pour les dernières), il prend en charge le format TXT, ainsi que le format audio MP3 et le format livre-audio de la société Audible.com. Longtemps incompatible, le format EPUB est pris en charge par le Kindle à partir de l'automne 2022. Le Kindle prend également en charge les fichiers images de type JPEG, GIF, PNG et BMP. Les documents aux formats Word et DOC nécessitent d'envoyer le document à Amazon afin qu'il réalise la conversion au format AZW ou alors il suffit de les envoyer sur l'email Kindle pour qu'il soit pris en charge par le Kindle. La version 2.3 du logiciel Kindle, annoncée par Amazon le 25 novembre 2009, permet la lecture native du format PDF.
Des journaux internationaux (entre autres The New York Times, la Frankfurter Allgemeine et Le Monde), des magazines et un catalogue de blogs sont disponibles sous forme d'abonnement. Le Kindle permet également de lire les contenus gratuits de Wikipédia et du New Oxford American Dictionary. Il possède également un navigateur expérimental qui permet de surfer sur Internet, utile pour Wikipédia ou encore le sudoku et mots fléchés en ligne, jeux privilégiés de bien des lecteurs.
Comme pour les produits physiques, les livres disponibles sur amazon.com ne peuvent être achetés sur un Kindle européen (probablement pour des droits d'auteur ou d'édition). Ainsi si le livre est disponible sur amazon.com et non sur amazon.fr, il ne sera pas possible pour l'utilisateur du Kindle de l'acheter. La boutique en ligne disponible depuis le Kindle opère déjà ce filtre, ce qui évite des déceptions.
Selon les conditions d'utilisation d'Amazon, il est impossible de lire sur une autre liseuse, un livre acheté pour Kindle. Un client ayant par exemple acheté un Kindle, et s'en étant servi pour acheter des livres sur la boutique Kindle, n'aura pas le droit de transférer lesdits livres sur une autre liseuse qu'un Kindle, et sera donc obligé, pour conserver l'usage desdits livres, soit de déroger aux conditions d'utilisation d'Amazon, soit de racheter lesdits livres pour la nouvelle liseuse non Kindle qu'il achètera.

### Accueil de la presse
La presse souligne la simplicité avec laquelle s'effectuent les achats et note que le Kindle reprend le concept du livre numérique avec un modèle économique innovant. En effet « les coûts de connexion [au réseau Sprint] sont inclus dans le prix du contenu », mais regrette que l'accès au catalogue de blogs soit payant. Il est également reproché au Kindle le non-support de nombreux formats texte tel le PDF, au contraire de son concurrent le Sony Reader ainsi que son format propriétaire. En effet, les contenus téléchargés sur le Kindle depuis Amazon.com ne peuvent pas être lus sur les appareils d'autres marques.
Amazon offre à titre gracieux un service de conversion de documents Microsoft Word, TXT, HTML, PDF, ou de fichiers images sous formats JPEG ou GIF. Il suffit d'envoyer les fichiers par courriel sur leurs serveurs et de recevoir par retour de courriel le fichier compatible. Une contribution financière est requise si l'utilisateur désire recevoir directement le fichier converti sur son appareil par le réseau 3G.

## Historique

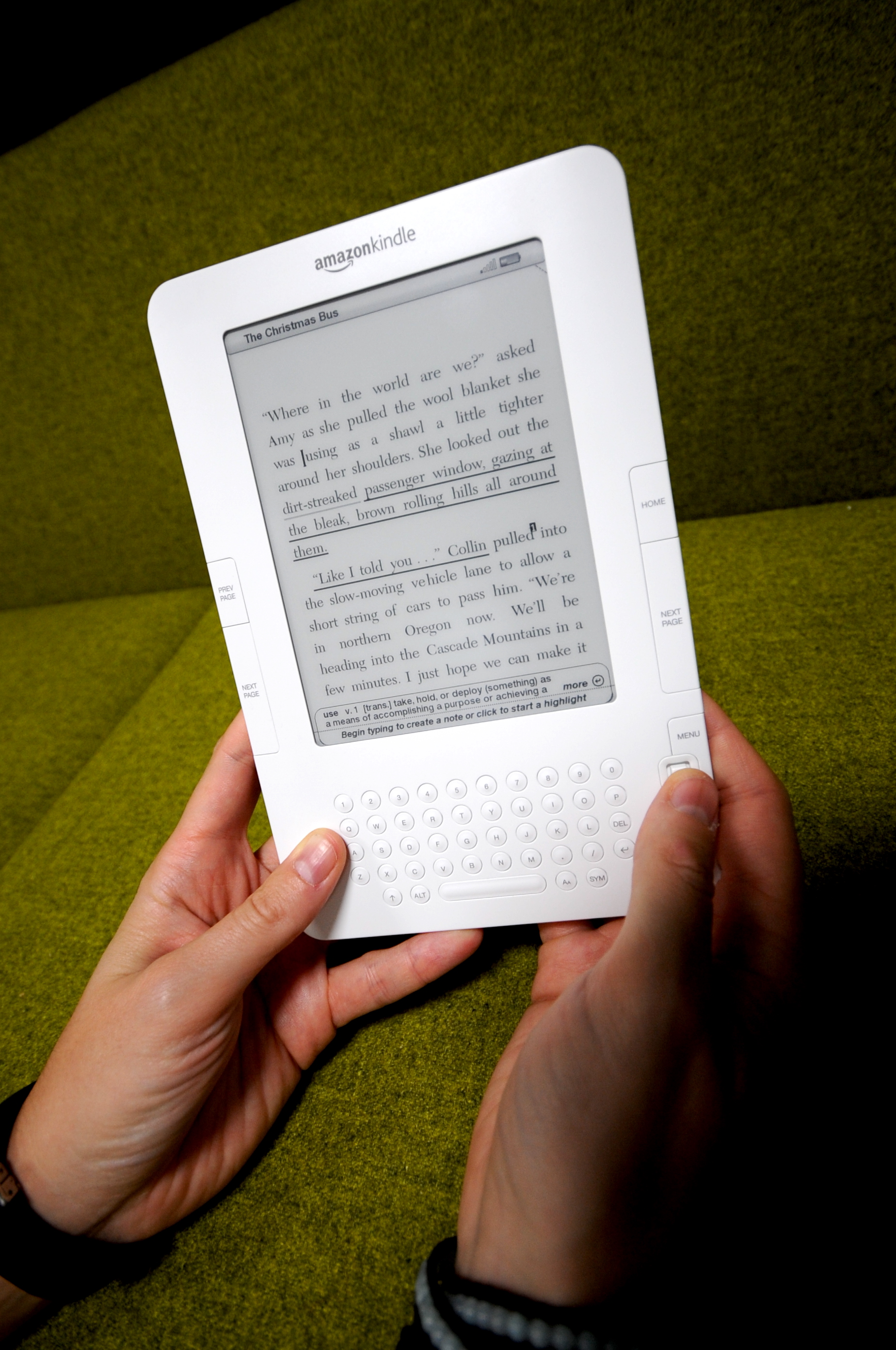
Une Kindle, le 22 octobre 2009.

En 2004, le fondateur et PDG d'Amazon, Jeff Bezos, a demandé aux employés de la société de construire le meilleur lecteur électronique au monde avant que les concurrents d'Amazon ne le fassent. Amazon a d'abord utilisé le nom de code Fiona pour ce lecteur électronique.
Les consultants en stratégie de marque Michael Cronan et Karin Hibma ont conçu le nom « Kindle ». Lab126 leur a demandé de nommer le produit, alors Cronan et Hibma ont suggéré Kindle, qui signifie « allumer un feu ». Ils ont estimé que c'était une métaphore appropriée pour la lecture et l'excitation intellectuelle.
Le matériel de la broche a évolué par rapport à la broche originale introduite en 2007 et à la broche DX (avec son écran plus grand) introduite en 2009. La gamme comprend des appareils avec un clavier (Kindle Keyboard), des appareils avec des écrans tactiles éclairés à haute résolution (Kindle Paperwhite), un ordinateur tablette avec l'application Kindle (Kindle Fire) et des appareils à bas prix avec un écran tactile (Kindle 7). Cependant, le lecteur électronique Kindle a toujours été un appareil à usage unique pour la lecture plutôt qu'un appareil à usages multiples qui pourrait créer des distractions pendant la lecture.
Amazon a également introduit des applications Kindle pour utilisation sur divers appareils et plateformes, y compris Microsoft Windows, macOS, Android, iOS, BlackBerry 10 et Windows Phone. Amazon a également un lecteur dans les nuages pour permettre aux utilisateurs de lire des livres électroniques à l'aide de navigateurs Web modernes.

## Listes des Kindle

### Noms des Kindle
- Touch: La Kindle était la première à posséder un écran tactile.
- Paperwhite: la Kindle était la première à bénéficier d'un éclairage frontal (ce qui simulait le "papier blanc" dans la nuit)
- Voyage: la Kindle était la première avec un écran haute définition
- Oasis: la Kindle était la première à bénéficier de la certification IPx8 (et à pouvoir tomber dans l'eau)

### Ordre chronologique de sortie
| Génération | Date de Sortie | Modèle                         | Numéro du modèle | Écrans | Écrans                                  | Écrans           | Écrans  | Écrans                           | Ergonomie | Ergonomie | Ergonomie | Ergonomie | Stockage   | Prix en €    |
| Génération | Date de Sortie | Modèle                         | Numéro du modèle | Pouces | Résolution                              | Type             | Tactile | Éclairage                        | Boutons   | Etanche   | Prise     | Poids     | Stockage   | Prix en €    |
| ---------- | -------------- | ------------------------------ | ---------------- | ------ | --------------------------------------- | ---------------- | ------- | -------------------------------- | --------- | --------- | --------- | --------- | ---------- | ------------ |
| 1re        | novembre 2007  | Kindle 1re                     | D00111           | 6      | 167 ppi                                 | E Ink Vizplex    | Non     | Non                              | Clavier   | Non       | Micro USB | 292 g     | 256Mb      | Indisponible |
| 2e         | février 2009   | Kindle 2e                      | D00511 D00701    | 6      | 167 ppi                                 | E Ink Vizplex    | Non     | Non                              | Clavier   | Non       | Micro USB | 289 g     | 2Go        | Indisponible |
| 2e         | juin 2009      | Kindle DX                      | D00611           | 9,7    | 150 ppi                                 | E Ink Pearl      | Non     | Non                              | Clavier   | Non       | Micro USB | 536 g     | 4Go        | Indisponible |
| 2e         | juillet 2010   | Kindle DX Graphite             | D00801           | 9,7    | 150 ppi                                 | E Ink Pearl      | Non     | Non                              | Clavier   | Non       | Micro USB | 536 g     | 4Go        | Indisponible |
| 3e         | août 2010      | Kindle 3e / Keyboard           | D00901           | 6      | 167 ppi                                 | E Ink Pearl      | Non     | Non                              | Clavier   | Non       | Micro USB | 247 g     | 4Go        | Indisponible |
| 4e         | septembre 2011 | Kindle 4e                      | D01100           | 6      | 167 ppi                                 | E Ink Pearl      | Non     | Non                              | Oui       | Non       | Micro USB | 170 g     | 2 Go       | 99,99 €      |
| 4e         | septembre 2011 | Kindle Touch                   | D01200           | 6      | 167 ppp                                 | E Ink Pearl      | Oui     | Non                              | Non       | Non       | Micro USB | 213 g     | 4 Go       | 129,99 €     |
| 5e         | septembre 2012 | Kindle 5e                      | D01100           | 6      | 167 ppi                                 | E Ink Pearl      | Non     | Non                              | Oui       | Non       | Micro USB | 170 g     | 2 Go       | 79,99 €      |
| 5e         | octobre 2012   | Kindle Paperwhite 1re          | EY21             | 6      | 167 ppi                                 | E Ink Pearl      | Oui     | Oui                              | Non       | Non       | Micro USB | 213 g     | 2 Go       | 129,99 €     |
| 6e         | septembre 2013 | Kindle Paperwhite 2e           | DP75SDI          | 6      | 212 ppi                                 | E Ink Carta      | Oui     | Oui                              | Non       | Non       | Micro USB | 206 g     | 4 Go       | 129,99 €     |
| 7e         | octobre 2014   | Kindle 7e                      | WP63GW           | 6      | 167 ppi                                 | E Ink Pearl      | Oui     | Non                              | Non       | Non       | Micro USB | 191 g     | 4 Go       | 59,99 €      |
| 7e         | octobre 2014   | Kindle Voyage                  | NM460GZ          | 6      | 300 ppi                                 | E Ink Carta HD   | Oui     | Non                              | Oui       | Non       | Micro USB | 180 g     | 4 Go       | 189,99 €     |
| 7e         | juin 2015      | Kindle Paperwhite 3e           | DP75SDI          | 6      | 300 ppi                                 | E Ink Carta HD   | Oui     | Oui                              | Non       | Non       | Micro USB | 205 g     | 4 Go       | 129,99 €     |
| 8e         | avril 2016     | Kindle Oasis 1re               | SW56RW           | 6      | 300 ppi                                 | E Ink Carta HD   | Oui     | Non                              | Oui       | Oui       | Micro USB | 131 g     | 4 Go       | 249,99 €     |
| 8e         | juin 2016      | Kindle 8e                      | SY69JL           | 6      | 167 ppi                                 | E Ink Pearl      | Oui     | Non                              | Non       | Oui       | Micro USB | 161 g     | 4 Go       | 69,99 €      |
| 9e         | octobre 2017   | Kindle Oasis 2e                | CW24WI           | 7      | 300 ppi                                 | E Ink Carta HD   | Oui     | Non                              | Oui       | Oui       | Micro USB | 194 g     | 8 Go       | 249,99 €     |
| 10e        | novembre 2018  | Kindle Paperwhite 4e           | PQ94WIF          | 6      | 300 ppi                                 | E Ink Carta HD   | Oui     | Oui                              | Non       | Oui       | Micro USB | 182g      | 8Go        | 129,99€      |
| 10e        | mars 2019      | Kindle 10e                     | J9G29R           | 6      | 167 ppi                                 | E Ink Carta      | Oui     | Oui                              | Non       | Non       | Micro USB | 174g      | 4Go        | 79,99€       |
| 10e        | juillet 2019   | Kindle Oasis 3e                | S8IN4O           | 7      | 300 ppi                                 | E Ink Carta HD   | Oui     | Température variable automatique | Oui       | Oui       | Micro USB | 188g      | 8Go        | 249,99€      |
| 11e        | Octobre 2021   | Kindle Paperwhite 5e           | M2L3EK           | 6,8    | 300ppi                                  | E Ink Carta 1200 | Oui     | Température variable             | Non       | Oui       | USBC      | 205G      | 8Go        | 139,99€      |
| 11e        | Octobre 2021   | Kindle Paperwhite Signature 5e | M2L4EK           | 6,8    | 300ppi                                  | E Ink Carta 1200 | Oui     | Température variable automatique | Non       | Oui       | USBC      | 205G      | 32Go       | 189,99€      |
| 11e        | Octobre 2022   | Kindle 11e (2022)              | C2V2L3           | 6      | 300ppi                                  | E Ink Carta HD   | Oui     | Oui                              | Non       | Non       | USBC      | 158g      | 16Go       | 99,99€       |
| 11e        | Novembre 2022  | Kindle Scribe 1re (2022)       | C4A6T4           | 10,2   | 300ppi                                  | E Ink Carta 1200 | Oui     | Température variable automatique | Non       | Non       | USBC      | 433g      | 16/32/64Go |              |
| 11e        | Octobre 2024   | Kindle 11e (2024)              | RS23CV           | 6      | 300ppi                                  | E Ink Carta HD   | Oui     | Oui                              | Non       | Non       | USBC      | 158g      | 16Go       | 109,99€      |
| 11e        | Décembre 2024  | Kindle Scribe 1re (2024)       | C4A6T4           | 10,2   | 300ppi                                  | E Ink Carta 1200 | Oui     | Température variable automatique | Non       | Non       | USBC      | 433g      | 16/32/64Go |              |
| 12         | Octobre 2024   | Kindle Paperwhite 6e           | SA568B           | 7      | 300ppi                                  | E Ink Carta 1300 | Oui     | Température variable             | Non       | Oui       | USBC      | 211g      | 16Go       | 169,99€      |
| 12         | Octobre 2024   | Kindle Paperwhite Signature 6e | SA569P           | 7      | 300ppi                                  | E Ink Carta 1300 | Oui     | Température variable automatique | Non       | Oui       | USBC      | 214g      | 32Go       | 199,99€      |
| 12         | Octobre 2024   | Kindle Colorsoft SE            | SA59CP           | 7      | 300ppi (Monochrome) 150ppi (Polychrome) | E Ink Kaleido 3  | Oui     | Température variable automatique | Non       | Oui       | USBC      | 219g      | 32Go       | 299,99€      |

## Kindle original

### Kindle1regénération

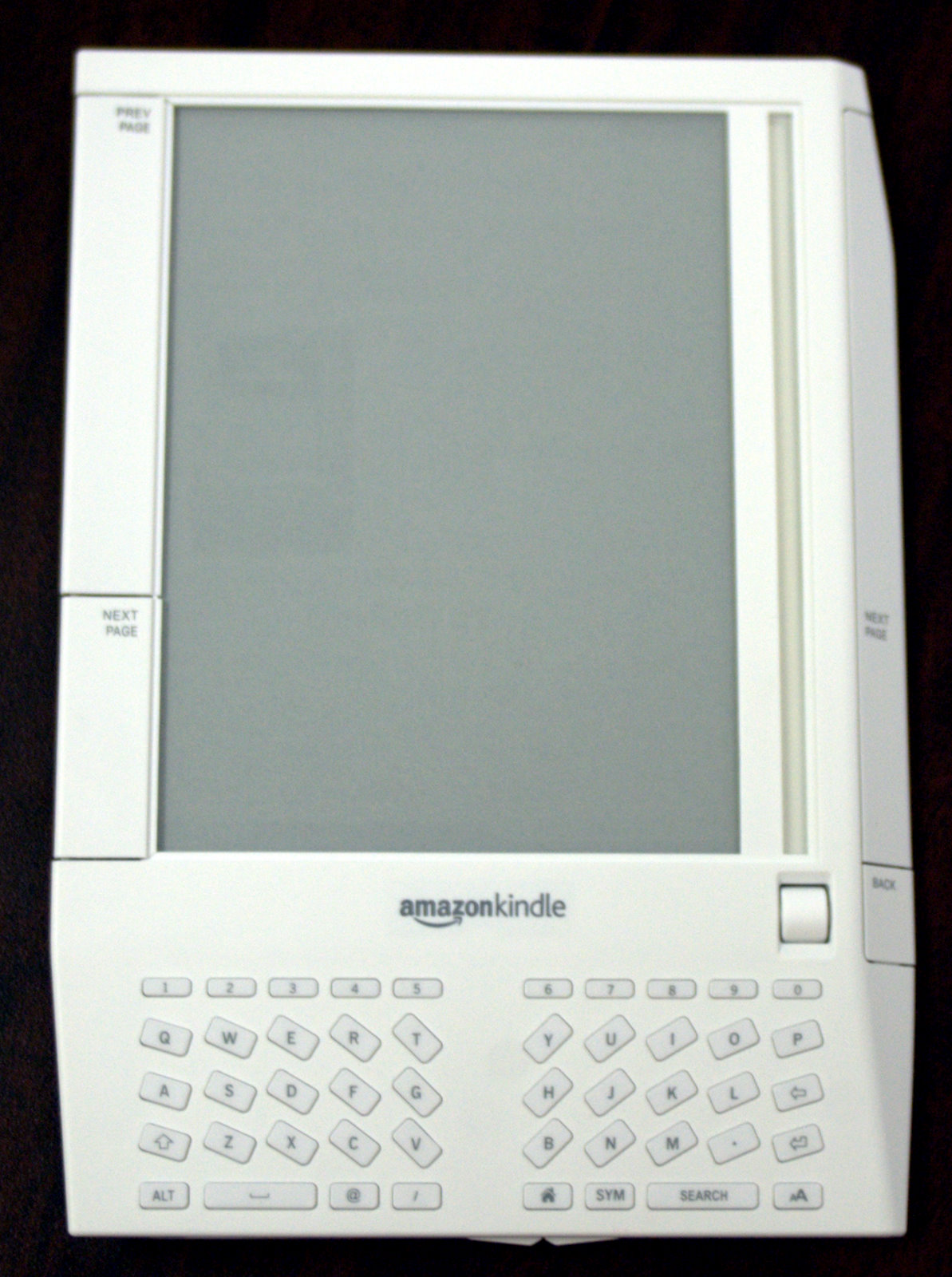
Amazon Kindle 1

Lancé en novembre 2007, l’Amazon Kindle a été présenté dans le magazine NewsWeek. Il a été mis en vente sur Amazon.com le 19 novembre et s’est vendu en quelques heures. Il a été surnommé « l’iPod de la lecture ».
Lancé avec un écran E Ink de 6 pouces, il offrait une connexion sans fil gratuite sur le réseau EV-DO de Sprint.
Il n’y avait pas d'interface tactile, cependant, le Kindle offrait un clavier complet, avec boutons de navigation et un design en forme de coin favorisant une bonne prise en main. Il offrait également un haut-parleur, une prise casque et un rangement extensible de carte SD.
Comme la navigation était difficile, elle comportait une molette de défilement pour faciliter les sélections sur l'écran. De plus, l'affichage E Ink était trop lent à rafraîchir pour donner une expérience de navigation naturelle.

Il coutait 399 $ et n’était disponible qu’aux États-Unis, offrant l’accès à 90 000 livres au lancement.

### Kindle2egénération

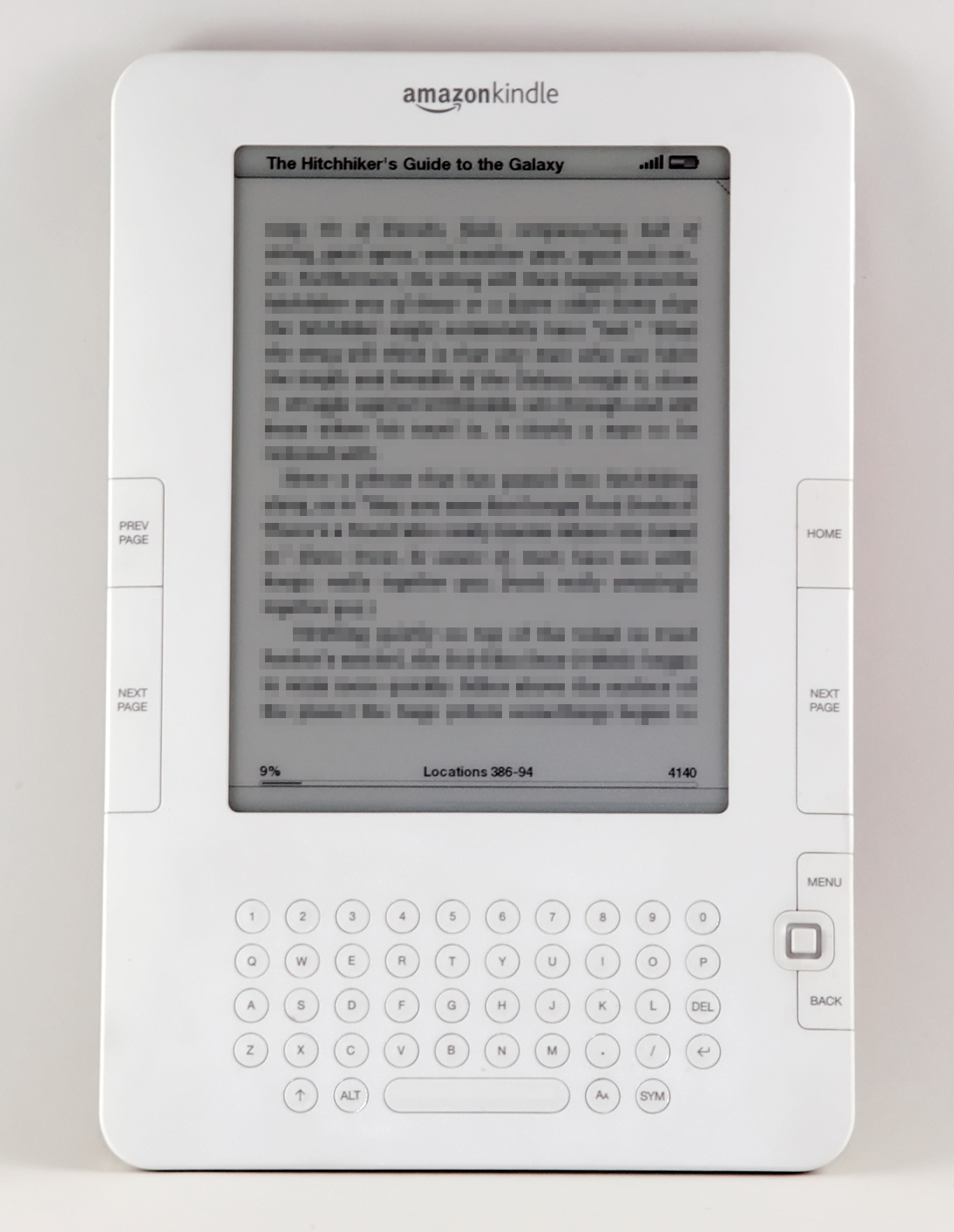
Amazon Kindle 2

Le 9 février 2009, Amazon a mis à jour le Kindle avec le lancement du Kindle 2 aux États-Unis (novembre 2009 à l'international). Le design original du Kindle 2007 a été échangé pour un design plus conventionnel, plus plat, avec une disposition des boutons plus plate et moins dominante. Tout comme celui de la 1re génération, le nouveau Kindle dispose lui aussi d'un port USB 2.0 de format micro-B, d'un port stéréo jack de 3,5 mm et d'un haut-parleur stéréo à l'arrière de l'appareil.
Il a conservé l'écran E Ink de 6 pouces, améliorant la technologie pour tourner les pages plus rapidement et mieux les rafraîchir, tout en passant des 4 nuances de gris d'origine à 16. La capacité de stockage a également été augmentée, avec 2 Go de stockage interne pour des milliers de livres.
Un nouveau contrôleur de navigation a été ajouté pour faciliter la sélection du texte et des options à l'écran.
À cette époque, le Kindle Store s'était étendu à environ 230 000 titres et le Kindle 2 a été lancé avec une exclusivité de Steven King, appelée Ur. La Kindle 2e génération est sortie en février 2009 aux États-Unis. Elle coûtait 359 $ à l'origine, puis 299 $ et enfin 259 $. Le Kindle 2 a ensuite été abandonné pour l'édition Kindle 2 International qui a été annoncée le 7 octobre et est passé au GSM pour les connexions sans fil mondiales.

Le Kindle s'est également scindé en une ligne d'appareils plus grands appelés Kindle DX destinés à la lecture de magazines, mais n'a survécu que deux générations avant de ne plus être proposé.

### Kindle3egénérationKeyboard

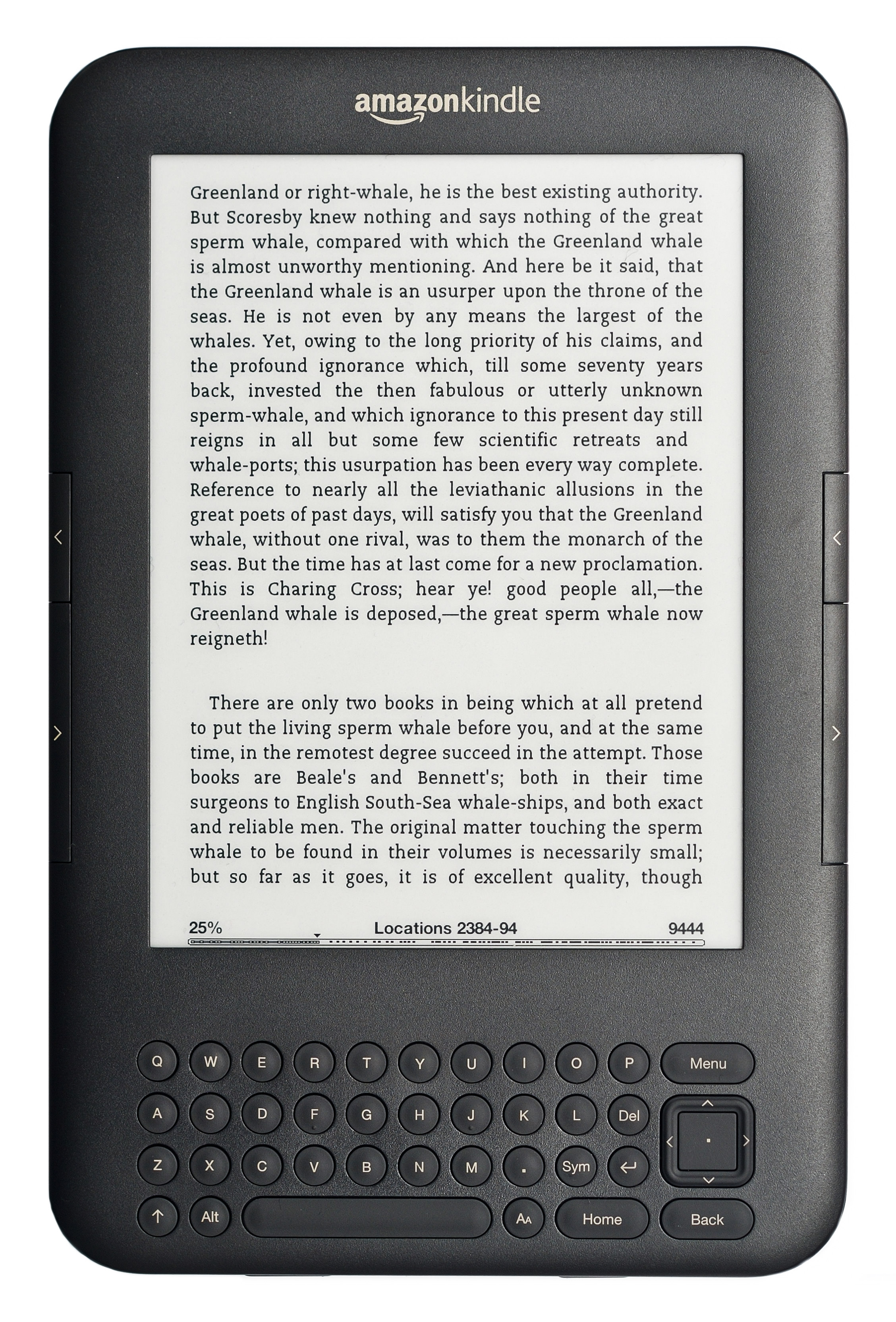
Amazon Kindle 3

Annoncé le 29 juillet 2010, le Kindle Keyboard a été le premier Kindle à se vendre directement au Royaume-Uni. Il a été lancé à l'origine sous le nom de Kindle 3, une évolution évidente du Kindle 2, mais a ensuite changé de nom pour devenir le Kindle Keyboard en comparaison au Kindle Touch qui n'avais pas de clavier mais une interface tactile.
Le Kindle Keyboard a rendu les commandes de rotation des pages plus compactes sur les bords et a permis de placer le contrôleur de navigation à côté du clavier. Il n'offrait toujours pas d'écran tactile, de sorte que ce clavier était utilisé pour la navigation et les achats dans le magasin Kindle.
L'autre grande nouveauté était la version Wi-Fi, qui permettait de réduire les prix. Le prix de la version Wi-Fi était de 139 $/109 £ et celui de la version 3G de 189 $/149 £. Le nouveau magasin Kindle britannique a ouvert ses portes le 27 août 2010, avec un accès à 400 000 livres.

L'écran est toujours un écran E Ink de 6 pouces et offres désormais 600 x 800 pixels. La capacité de la mémoire continue à augmenter, jusqu'à 4 Go.

### Kindle4egénération

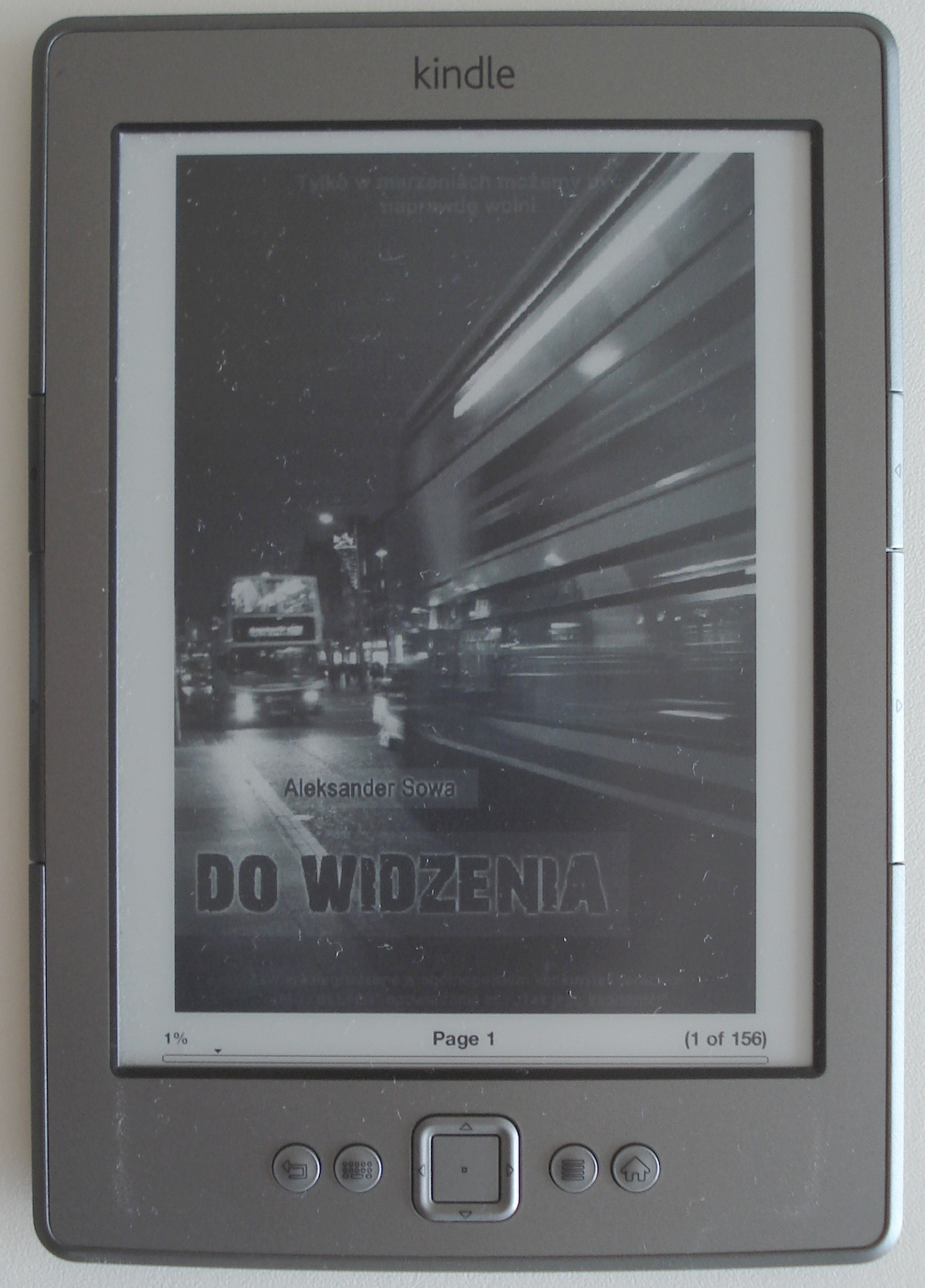
Amazon Kindle 4

Le Kindle 4e génération effectue un retour en arrière avec une diagonale de 6 pouces pour l'écran, qui fonctionne toujours avec la technologie du papier électronique E Ink, propriétaire d'affichage de polices, et qui présente toujours 16 niveaux de gris. La taille de l'appareil est de  16,6 cm x 11,4 cm, l'épaisseur est de 0,87 cm et il pèse 170 grammes. La définition et la résolution sont par contre réduites à 600 x 800 pixels et 167 points par pouce, ce qui correspond à un autre retour en arrière.
La capacité de mémoire est également réduite, passant à 2,0 Go, ce qui laisse 1,25 Go pour l'utilisateur.

### Kindle5egénération

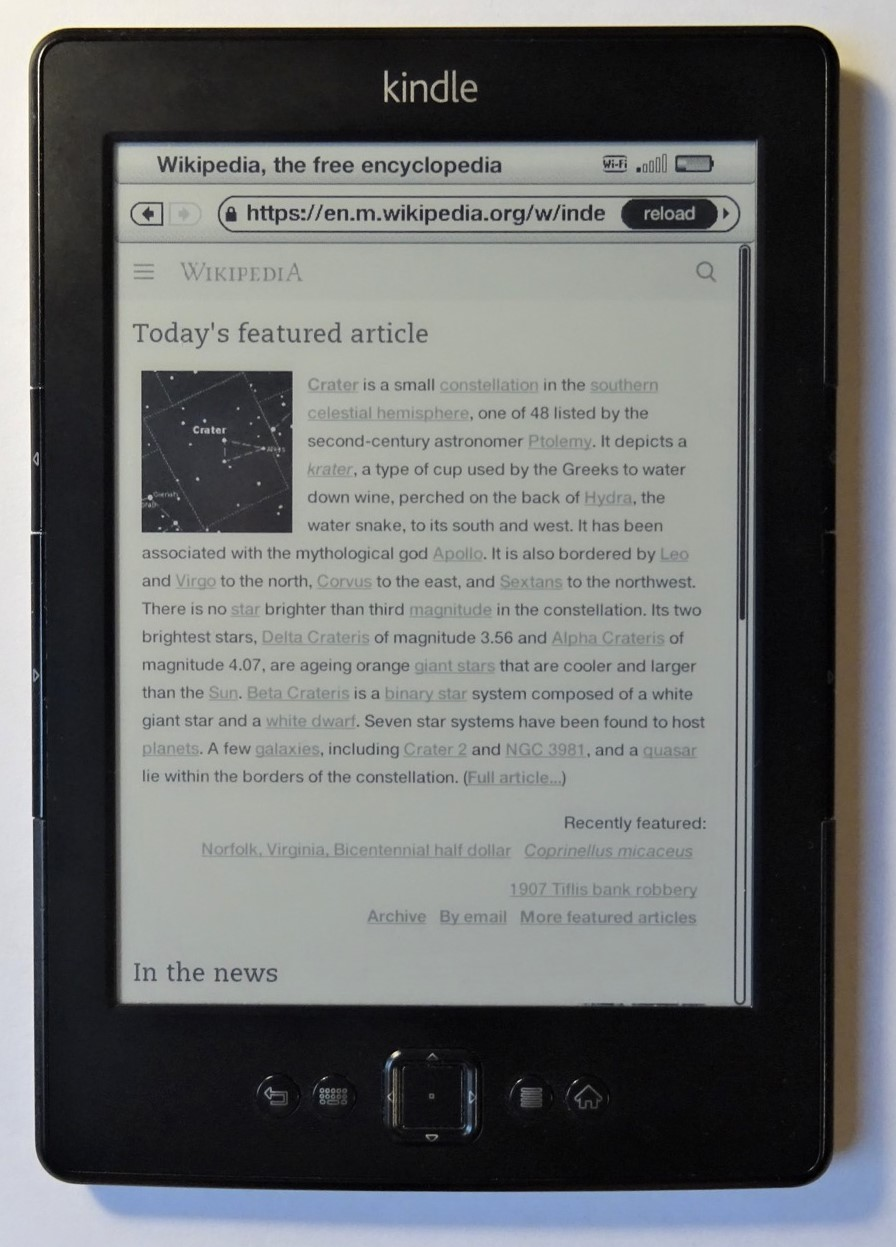
Amazon Kindle 5

Le Kindle 5 présentait un meilleur contraste que son prédécesseur, Amazon affirmant que le Kindle (2012) pouvait également charger les pages 15 % plus rapidement.
Avec 170 g, c'était aussi le Kindle le plus léger à ce jour[Quand ?]. Et avec un prix de départ de 69 dollars pour la version avec support publicitaire, il était également le moins cher. Cependant, son stockage interne est réduit à 2 Go.

### Kindle7egénération
Annoncée en 2014 et lancé en même temps que le Kindle Voyage. Ce Kindle est peut-être basique en comparaison, mais avec un prix de seulement 59 £/79 $, c'est le Kindle le moins cher, mais toujours avec toutes ses fonctionnalités, offrant un excellent point d'entrée dans le monde des lecteurs de livres électroniques.
Le Kindle offrait un contrôle tactile complet et un écran E Ink de 6 pouces, mais ne proposait pas de connexion 3G, se contentant du Wi-Fi. Mais il disposait d'une capacité de stockage de 4 Go et d'une batterie permettant de lire pendant des semaines.

### Kindle8egénération
Le Kindle de 8e génération d'Amazon est 11 % plus fin et 16 % plus léger que le modèle de 7e génération.
Le Kindle 8 a le même prix que son prédécesseur - 79,99 $ - et se décline en deux variantes de couleur : Noir et blanc.
C'est le premier Kindle qui est équipé d'une fonction d'accessibilité, appelée VoiceView, qui s'active via le système audio Bluetooth intégré.

### Kindle10egénération
Le Kindle de 10e génération est annoncé le 20 mars, trois semaines avant la date de sortie officielle prévue pour le 10 avril.
Le Kindle 2019 est plus fin que son prédécesseur, se décline en deux variantes de couleur (noir et blanc), offre la même mémoire interne de 4 Go et peut lire des livres audio via des haut-parleurs ou des écouteurs Bluetooth connectés.
La plus grande amélioration est un écran éclairé par l'avant. Quatre lampes LED intégrées dans le cadre frontal diffusent la lumière sur l'écran, ce qui permet de lire dans le noir sans avoir à allumer une source de lumière externe.
La deuxième amélioration est l'écran. Il a la même résolution de 800 × 600 px et la même densité de pixels de 167 ppi que son prédécesseur, mais offre un meilleur contraste.
Cette même caractéristique fait que le prix du tout nouveau Kindle a augmenté de 10 dollars, pour atteindre 89,99 dollars, pour la variante avec offres spéciales. La version sans publicité coûte 20 dollars de plus, soit 109,99 dollars.

### Kindle 2022
- Le Kindle le plus léger et compact à ce jour[Quand ?], désormais doté d'un écran haute résolution 300 ppp pour profiter de textes et d'images nets.
- Confort de lecture garanti grâce à l'écran sans reflets qui se lit comme une véritable page imprimée ; l'éclairage avant réglable et le mode sombre favorisent une lecture sans effort, de jour comme de nuit.
- Profitez désormais d'une autonomie prolongée : une seule charge via USB-C dure jusqu'à 6 semaines.
- Deux fois plus de capacité de stockage que son prédécesseur : profitez désormais de 16 Go pour conserver des milliers de livres.
- Choix durable : ce Kindle est fabriqué à partir de 30 à 75 % de plastiques recyclés et 90 % de magnésium recyclé.

## Kindle Paperwhite

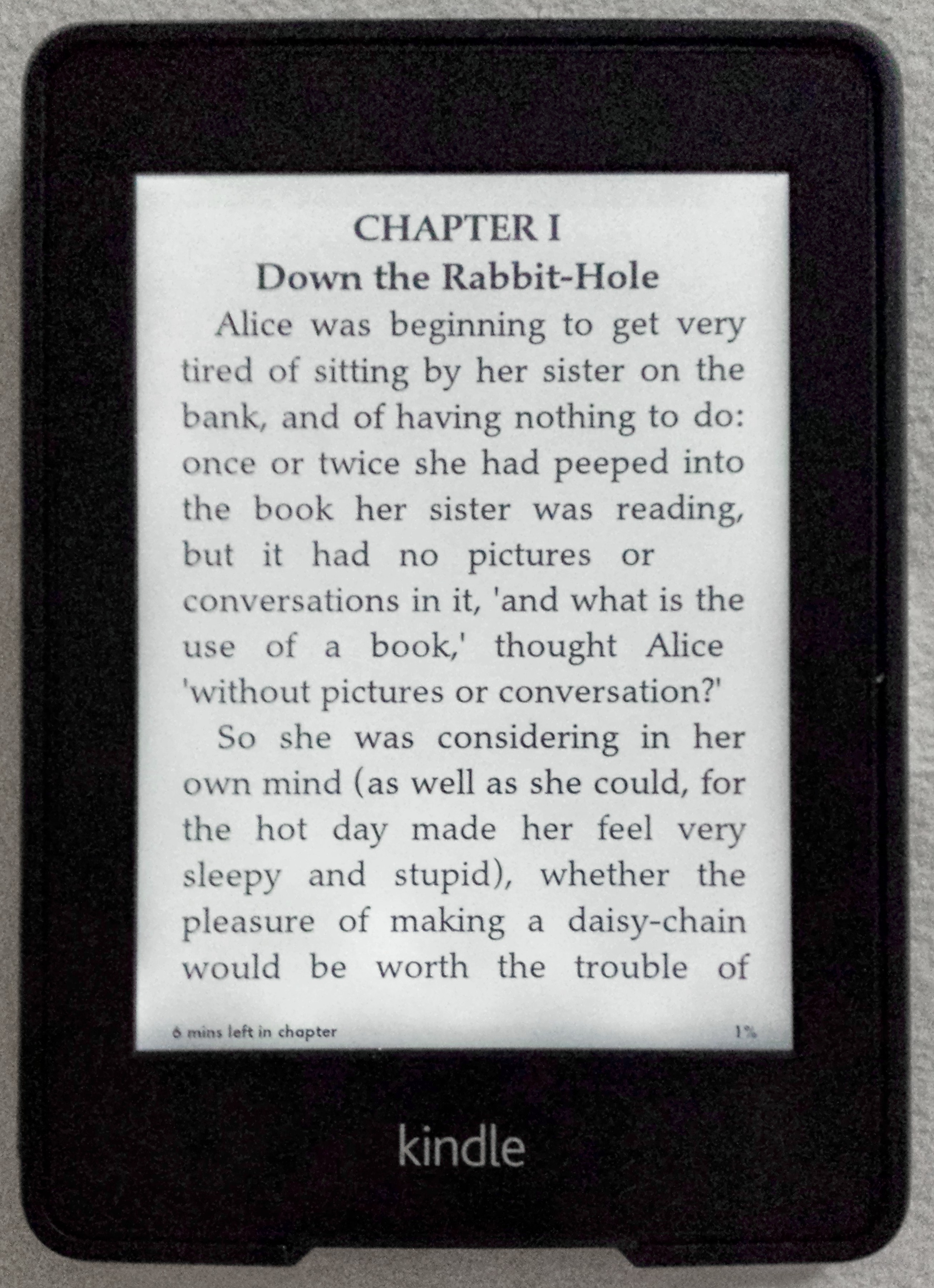
Kindle Paperwhite 1.

### Kindle Paperwhite1regénération
Le 6septembre 2012, Amazon annonce le Kindle Paperwhite. La première génération d'appareil à ajouter un éclairage à l'écran, ce qui a constitué une avancée majeure. Il est désormais possible de lire dans le noir, avec un réglage manuel de la luminosité.
Il a été lancé à l'origine avec un écran de 6 pouces de 212ppi et dans les éditions 3G et Wi-Fi, s'appuyant là encore uniquement sur la navigation par écran tactile.

### Kindle Paperwhite2egénération
La deuxième édition (Paperwhite 2) a été annoncée le 3 septembre 2013 avec un écran E Ink amélioré offrant un meilleur contraste et des tournages de pages plus rapides grâce à un processeur plus puissant. L'éclairage a également été amélioré pour une lumière frontale plus uniforme.

### Kindle Paperwhite3egénération
La troisième édition (Kindle Paperwhite) a été annoncée le 30 juin 2015 et a fait passer l'écran E Ink à 300ppi, avec deux fois plus de pixels que le modèle 2012. Ce modèle a également vu le lancement de la police Bookerly, la police de caractères d'Amazon conçue pour la lecture.

### Kindle Paperwhite4egénération
En 2018, Amazon a annoncé un nouveau modèle de Kindle Paperwhite, doté d'un affichage plus lumineux et d'un écran plus plat de bord à bord.

### Kindle Paperwhite5egénération
La 5e génération de Kindle Paperwhite est sortie en septembre 2021. Les points de progrès par rapport à la 4e génération : l'affichage passe de 6 à 6,8 pouces, le chargeur est maintenant en USB-C à la place de micro-USB, l'autonomie et la puissance sont indiquées comme meilleures. Elle est par contre un peu plus lourde que l'ancienne (+20 Gr) avec un tarif régulier 10 € plus cher.

## Kindle Oasis

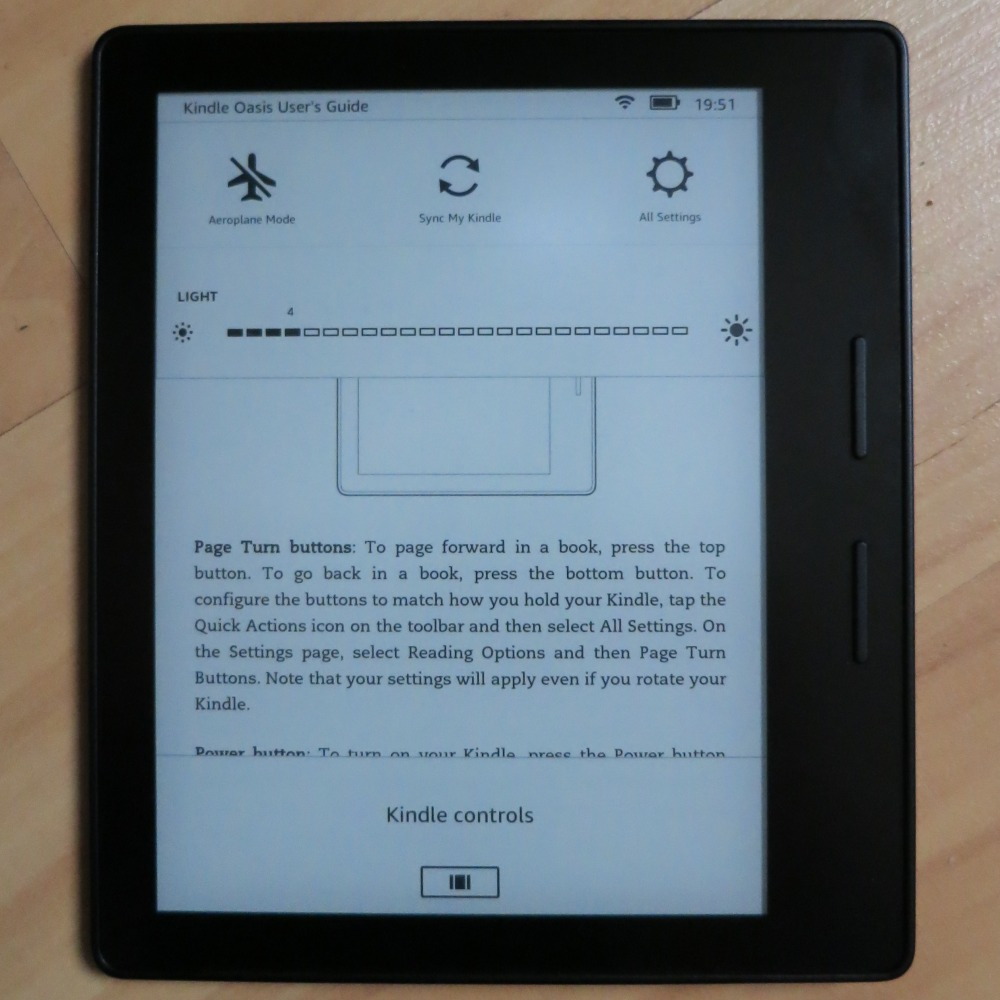
Kindle Oasis

### Kindle Oasis1regénération
L'Amazon Kindle Oasis a été annoncée le 13 avril 2016 et constitue un changement radical dans la conception du Kindle, en démantelant l'appareil et en le remettant en marche.
Il offre un dispositif beaucoup plus fin et plus léger que tous les Kindle précédents, en tirant le matériel dans la poignée d'un côté et en offrant deux boutons tournants en haut de la page. L'objectif est d'en faire un appareil de lecture à une main de qualité supérieure.
Il offre un meilleur éclairage frontal, mais n'a pas l'éclairage adaptatif du Voyage, et s'accroche à nouveau à un écran E Ink de 6 pouces avec 300ppi.
Il est livré avec un couvercle de batterie qui prolongera sa durée de vie jusqu'à environ 9 semaines, ce qui en fait le Kindle le plus endurant à ce jour[Quand ?]. Mais c'est aussi le plus cher, avec un prix de 269,99 £.

### Kindle Oasis2egénération
Amazon augmente la taille de l'écran à 7 pouces. La résolution reste la même, 300 dpi. Annoncé le 11 octobre 2017, elle offre une étanchéité IPX8, ainsi qu'une prise en charge des livres Audible. Il est également doté d'un éclairage frontal adaptatif.
Il apporte également une baisse de prix, £229.99, une baisse de prix de £40 par rapport au modèle précédent. Vous bénéficiez également d'une capacité de stockage de 8 Go (32 Go en option).

### Kindle Oasis3egénération
L'Oasis de 3e génération est le premier Kindle à disposer d'une lumière chaude réglable. Vous pouvez modifier la température de couleur de la lumière avant pour qu'elle soit plus chaude.
Cette nouvelle fonction est utile si vous lisez beaucoup le soir, car la lumière bleue (qui est naturelle pendant la journée) peut causer des problèmes de sommeil. Vous pouvez régler l'intensité de la lumière chaude, ainsi que programmer son fonctionnement pendant la journée.
Outre le contrôle de la lumière chaude, le nouveau Kindle de haut de gamme offre les mêmes fonctions que le modèle de la génération précédente. Il est étanche (indice IPX8)m, dispose d'un écran tactile de 7 pouces (1680 × 1264 pixels, 300 ppi), et est livré avec un support Audible et deux options de stockage (8 et 32 Go).
Le Kindle Oasis 3 (2019) a le même prix que son prédécesseur : 249,99 $ pour la version d'entrée de gamme.

## Anciennes gammes Kindle

### Kindle DX

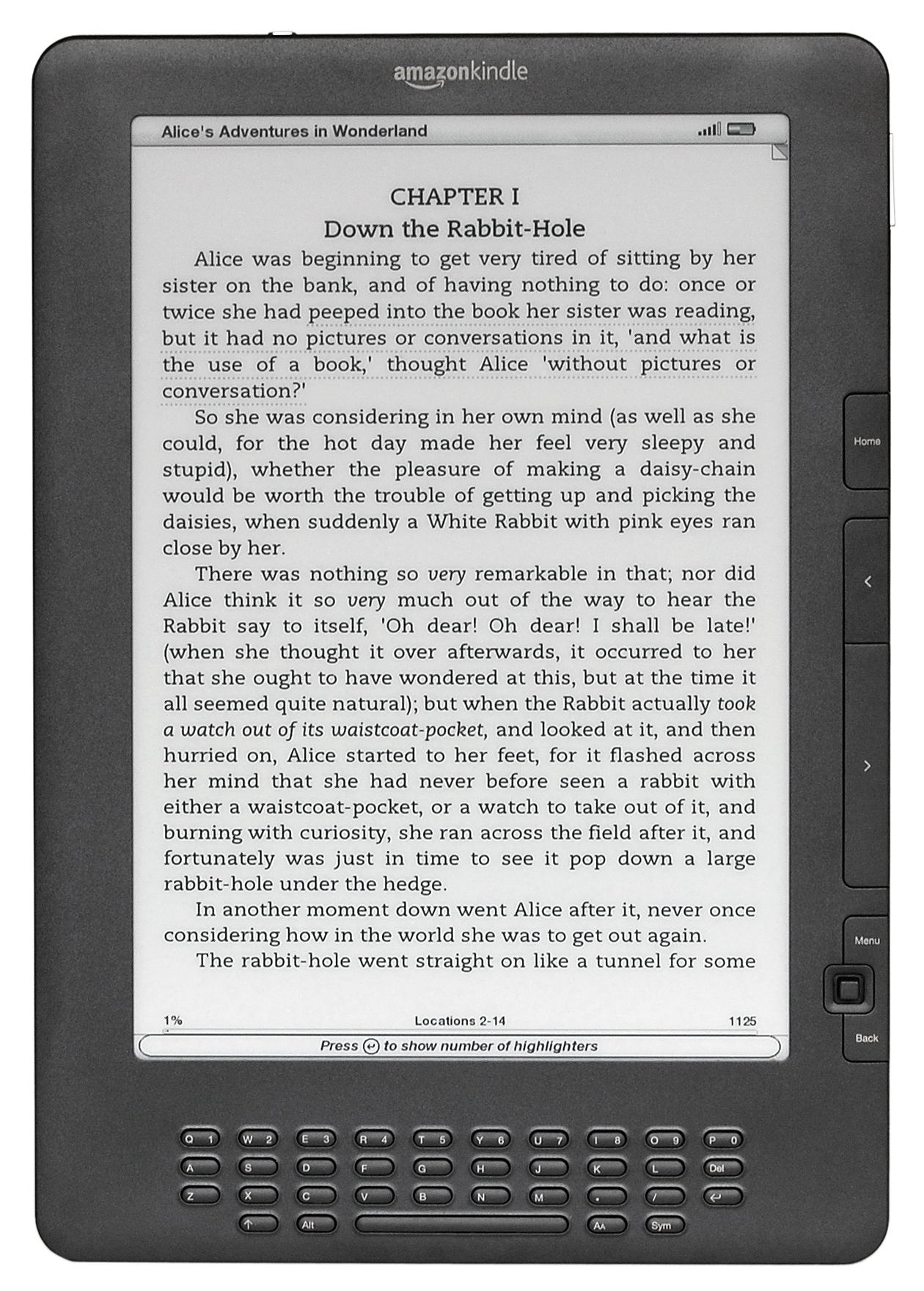
Kindle DX

Avec le Kindle DX, la taille de la liseuse augmente avec un format de 26,4 cm x 18,3 cm, avec une épaisseur de 0,96 cm, et un poids d'environ 535 grammes.
Encore une fois, la capacité interne est bonifiée jusqu'à 3,3 Go, tout comme l'autonomie qui varie de 4 à 20 jours selon la fréquence d'utilisation de la connexion 3G[style à revoir].
La connectivité fonctionne toujours avec le modem HSDPA (3G) compatible EDGE/GPRS. Sa définition est aussi améliorée et passe à 1200 x 824 pixels. Comme sur un iPhone l’image s’adapte à la position verticale ou horizontale.

Le format PDF est pris en charge de manière native sans conversion. Il est aussi intéressant de noter que lors de la sortie commerciale de l'appareil, seule la langue anglaise était gérée. En revanche, il n’a toujours pas d’écran tactile ni de connectivité Wi-Fi et l’affichage est monochrome. Afin de télécharger un livre, on doit passer par le réseau 3G de Sprint ou bien le transférer depuis un ordinateur. Enfin, son prix commence à 489 $, pour passer fin juillet 2010 à 379 $.

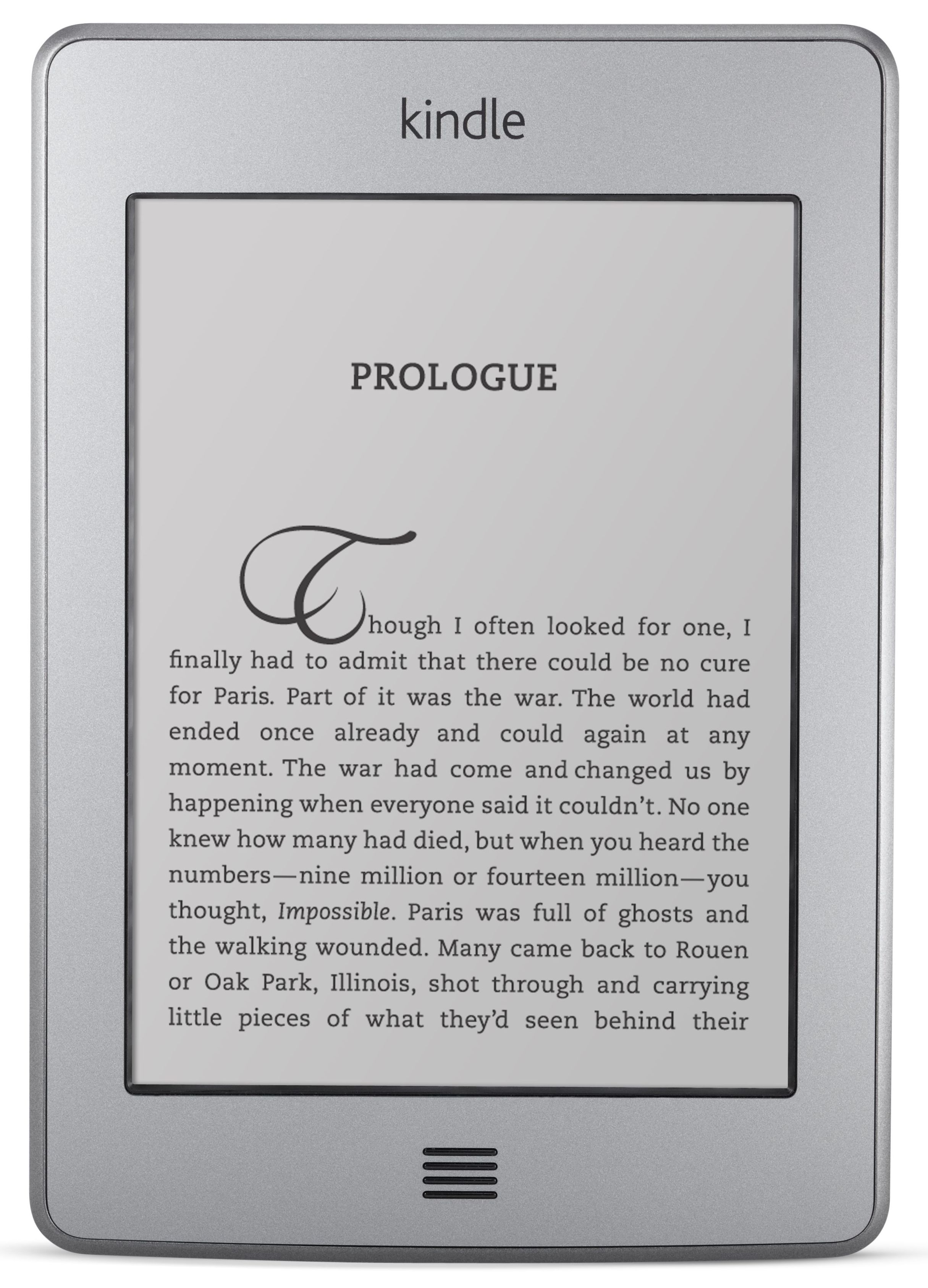
Amazon Kindle Touch

### Kindle Touch
Le 28 septembre 2011, Amazon annonce le Kindle Touch qui  était la première implémentation d'un écran tactile, laissant tomber les touches de navigation et le clavier.
Le nouvel appareil a conservé l'écran E Ink de 6 pouces avec 16 niveaux de gris, mais le Touch a été ajouté parce qu'Amazon a estimé que la vitesse de rafraîchissement était assez rapide et l'expérience assez propre pour faire ce mouvement. Il y avait 4 Go de stockage et une durée de vie de la batterie de plusieurs semaines.

Le Kindle Touch était à nouveau disponible en version Wi-Fi et 3G, il introduisait la fonction rayons X d'Amazon[pas clair]. Il a été lancé à l'origine aux États-Unis, mais est devenu international en mars 2012. Le Kindle Touch coûtait 99 dollars pour le Wi-Fi et 149 dollars pour la 3G lors de son lancement aux États-Unis.

### Kindle Voyage
Le Kindle Voyage reprend une grande partie de ce qu'Amazon a fait ailleurs et l'affine encore. Il a été annoncé le 18 septembre 2014 en même temps que le Kindle de base à 59 £, offrant ainsi un contraste assez marqué dans la famille Kindle.

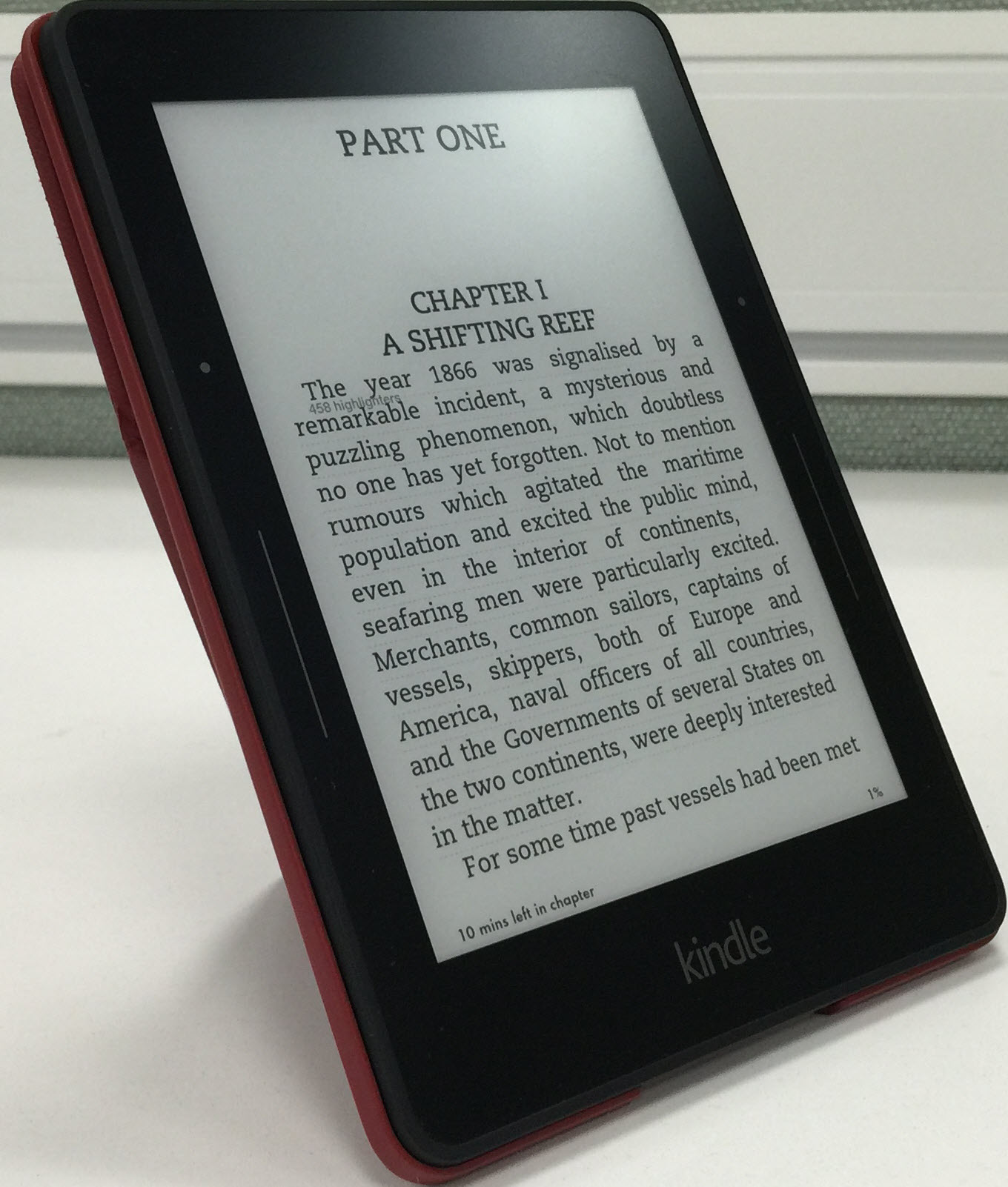
Kindle Voyage

Le Kindle Voyage a cherché à améliorer l'expérience Kindle, en retirant la lunette et en plaçant des contrôleurs tactiles à côté de l'écran pour faciliter le tournage des pages sans avoir à faire glisser l'écran. Dans le même temps, l'écran s'agrandit en offrant un éclairage frontal adaptatif, une caractéristique unique à ce modèle.
L'écran est toujours un écran E Ink de 6 pouces, offrant une résolution de 300ppi. Le Kindle Voyage visait à offrir aux utilisateurs une expérience de lecture de qualité supérieure, ce qu'il a fait, mais il est proposé à un prix élevé de 169 £/199 $ pour le modèle Wi-Fi, ou de 229,99 £/289 $ pour la version 3G.

## Controverses

### L'offre Kindle Unlimited
Le 22 décembre 2014, Fleur Pellerin saisit la médiatrice du livre concernant la formule d'abonnement en accès illimité Kindle Unlimited. Cette offre propose un abonnement à 9,99 euros par mois qui donne un accès illimité à une vaste sélection de livres numériques. Cette initiative est estimée non conforme à la loi française par Fleur Pellerin qui affirme : « la loi de 2011 établit une règle : c'est l'éditeur qui fixe le prix de vente du livre numérique. À ce titre, l'offre proposée par Kindle Unlimited ne semble pas conforme à la loi ».

### L'Affaire1984
En juillet 2009, Amazon.com a décidé, sans accord préalable, d'effacer à distance une version des romans 1984 et La Ferme des animaux (écrits par George Orwell) installés dans les Kindle de ses clients.
Bien que cette opération ait été faite parce que les livres avaient été vendus par un marchand n'ayant pas les droits sur les ouvrages, et que les clients aient été remboursés, ce geste a causé un mouvement de protestation de la part de ses clients. La question de la légalité de l'effacement des livres par Amazon s'est même posée, cette action pouvant s'apparenter à une intrusion illégale dans un système informatique, d'autant que les annotations des lecteurs sur les livres ont été supprimées lors de l'opération. Jeff Bezos, président d'Amazon.com, a présenté quelques jours plus tard ses excuses et promis de mieux agir dans le futur. Concours de circonstances, 1984 de George Orwell présente une société de la surveillance ainsi que de la réduction des libertés.